# Campeonato Sul-Americano de Atletismo Sub-23 de 2022
A 10ª edição do Campeonato Sul-Americano de Atletismo Sub-23 de 2022 foi organizado pela CONSUDATLE, para atletas com até 23 anos classificados como Sub-23. As provas foram realizadas no CNTA, em Cascavel, no Brasil, nos dias 29 de setembro a 2 de outubro de 2022. Foram disputadas 45 provas com a presença de 259 atletas de 11 nacionalidades, com destaque para o Brasil que obteve 56 medalhas no total, sendo 18 de ouro.

## Resultados
Esses foram os resultados do campeonato.

### Masculino
| Evento                      | Ouro                                                                                  | Ouro      | Prata                                                                            | Prata    | Bronze                                                                                      | Bronze   |
| --------------------------- | ------------------------------------------------------------------------------------- | --------- | -------------------------------------------------------------------------------- | -------- | ------------------------------------------------------------------------------------------- | -------- |
| 100 metros                  | Erik Cardoso (BRA)                                                                    | 10.08     | Franco Florio (ARG)                                                              | 10.11    | Ronal Longa (COL)                                                                           | 10.30    |
| 200 metros                  | Renan Gallina (BRA)                                                                   | 20.15     | Lucas da Silva (BRA)                                                             | 20.42    | Anderson Marquinez (ECU)                                                                    | 20.88    |
| 400 metros                  | Elián Larregina (ARG)                                                                 | 45.53     | Douglas da Silva (BRA)                                                           | 46.59    | Lucas Vilar (BRA)                                                                           | 46.77    |
| 800 metros                  | Eduardo Moreira (BRA)                                                                 | 1:48.15   | Leonardo de Jesus (BRA)                                                          | 1:48.71  | Marco Vilca (PER)                                                                           | 1:49.69  |
| 1 500 metros                | Sebastián López (VEN)                                                                 | 3:44.56   | Joaquin Campos (CHI)                                                             | 3:45.80  | Jânio Varjão (BRA)                                                                          | 3:46.57  |
| 5 000 metros                | David Ninavia (BOL)                                                                   | 14:39.91  | Valentín Soca (URU)                                                              | 14:41.06 | Julio Palomino (PER)                                                                        | 14:42.83 |
| 10 000 metros               | David Ninavia (BOL)                                                                   | 30:05.08  | Frank Lujan (PER)                                                                | 30:34.54 | Valentín Soca (URU)                                                                         | 30:44.32 |
| 110 metros barreiras        | Adrian Vieira (BRA)                                                                   | 13.74     | Martín Saenz (CHI)                                                               | 13.91    | Fabricio Pereira (BRA)                                                                      | 13.93    |
| 400 metros barreiras        | Bruno de Genaro (ARG)                                                                 | 50.55     | Matheus da Silva (BRA)                                                           | 50.87    | Egbert Espinoza (VEN)                                                                       | 51.68    |
| 3.000 metros com obstáculos | Julio Palomino (PER)                                                                  | 9:18.90   | Matheus Borges (BRA)                                                             | 9:29.01  | Natan Nepomuceno (BRA)                                                                      | 9:37.00  |
| 4×100 metros estafetas      | Colômbia (COL) · Neiker Abello · Carlos Flórez · Óscar Baltán · Ronal Longa           | 39.59     | Brasil (BRA) · Lucas Antunes · Renan Gallina · Lucas da Silva · Erik Cardoso     | 39.61    | Argentina (ARG) · Alejo Pafundi · Matias Falchetti · Juan Ignacio Ciampitti · Franco Florio | 39.99    |
| 4×400 metros estafetas      | Argentina (ARG) · Pedro Emmert · Bruno de Genaro · Matias Falchetti · Elián Larregina | 3:04.39 , | Brasil (BRA) · Elias dos Santos · Lucas Vilar · Douglas da Silva · Marcos Morães | 3:05.44  | Equador (ECU) · Lenin Sánchez · Alan Minda · Anderson Marquinez · Steeven Salas             | 3:09.51  |
| 20 km marcha atlética       | Paulo Ribeiro (BRA)                                                                   | 1:29.53   | Sebastián Giuliani (ARG)                                                         | 1:37.11  | Heron Miranda (BRA)                                                                         | 1:45.38  |
| Salto em altura             | Elton Petronilho (BRA)                                                                | 2.15 m    | Pedro Alamos (CHI)                                                               | 2.15 m   | Nicolas Numair (CHI)                                                                        | 2.13 m   |
| Salto com vara              | Dyander Pacho (ECU)                                                                   | 5.10 m    | Guillermo Correa (CHI)                                                           | 5.00 m   | Andreas Kreiss (BRA)                                                                        | 4.80 m   |
| Salto em comprimento        | Jhon Berrío (COL)                                                                     | 7.70 m    | Gabriel Luiz Boza (BRA)                                                          | 7.60 m   | Matias González (CHI)                                                                       | 7.47 m   |
| Salto triplo                | Elton Petronilho (BRA)                                                                | 16.37 m   | Geiner Moreno (COL)                                                              | 16.37 m  | Felipe da Silva (BRA)                                                                       | 16.16 m  |
| Arremesso de peso           | Nazareno Sasia (ARG)                                                                  | 19.76 m   | Marcelo Lopes (BRA)                                                              | 17.44 m  | Juan Manuel Arrieguez (ARG)                                                                 | 17.21 m  |
| Lançamento de disco         | Nazareno Sasia (ARG)                                                                  | 57.26 m   | Luis Fabio Rodrigues (BRA)                                                       | 50.77 m  | Mateus Torres (BRA)                                                                         | 49.25 m  |
| Lançamento do martelo       | Daniel Leal (CHI)                                                                     | 64.46 m   | Sebastián Tommasi (ARG)                                                          | 62.00 m  | Tomas Olivera (ARG)                                                                         | 61.75 m  |
| Lançamento do dardo         | Luiz Maurício da Silva (BRA)                                                          | 78.92 m   | Antonio Ortiz (PAR)                                                              | 73.15 m  | Jean Marcos Mairongo (ECU)                                                                  | 70.73 m  |
| Decatlo                     | Julio Angulo (COL)                                                                    | 7169 pts  | Henrique Frazão (BRA)                                                            | 6689 pts | Damian Moretta (ARG)                                                                        | 6683 pts |

### Feminino
| Evento                      | Ouro                                                                                                | Ouro     | Prata                                                                            | Prata    | Bronze                                                                                       | Bronze                         |
| --------------------------- | --------------------------------------------------------------------------------------------------- | -------- | -------------------------------------------------------------------------------- | -------- | -------------------------------------------------------------------------------------------- | ------------------------------ |
| 100 metros                  | Anahí Suárez (ECU)                                                                                  | 11.37    | Vida Caetano (BRA)                                                               | 11.55    | Martina Coronato (URU)                                                                       | 11.71                          |
| 200 metros                  | Anahí Suárez (ECU)                                                                                  | 23.09    | Orangys Jiménez (VEN)                                                            | 23.27    | Leticia Lima (BRA)                                                                           | 23.56                          |
| 400 metros                  | Nicole Caicedo (ECU)                                                                                | 53.91    | Maria Victoria de Sena (BRA)                                                     | 54.11    | Giovana dos Santos (BRA)                                                                     | 54.67                          |
| 800 metros                  | Berdine Castillo (CHI)                                                                              | 2:09.61  | Isabelle de Almeida (BRA)                                                        | 2:10.02  | Lindsey Lopes (PER)                                                                          | 2:10.31                        |
| 1 500 metros                | Shellcy Sarmiento (COL)                                                                             | 4:48.76  | Stefany López (COL)                                                              | 4:49.71  | Mirelle da Silva (BRA)                                                                       | 4:49.99                        |
| 5 000 metros                | Maria Lucineida Moreira (BRA)                                                                       | 16:45.90 | Shellcy Sarmiento (COL)                                                          | 16:57.78 | Nubia Silva (BRA)                                                                            | 16:58.74                       |
| 10 000 metros               | Sofia Mamani (PER)                                                                                  | 34:28.33 | Maria Lucineida Moreira (BRA)                                                    | 34:45.29 | Nubia Silva (BRA)                                                                            | 35:19.76                       |
| 100 metros barreiras        | Lays Silva (BRA)                                                                                    | 13.57    | Valentina Polanco (ARG)                                                          | 13.75    | Elisa Keitel (CHI)                                                                           | 13.86                          |
| 400 metros barreiras        | Chayenne da Silva (BRA)                                                                             | 57.51    | Valeria Cabezas (COL)                                                            | 58.12    | Camille de Oliveira (BRA)                                                                    | 60.09                          |
| 3.000 metros com obstáculos | Mirelle da Silva (BRA)                                                                              | 10:32.79 | Stefany López (COL)                                                              | 10:46.78 | Veronica Huacasi (PER)                                                                       | 10:56.73                       |
| 4×100 metros estafetas      | Equador (ECU) · Aimara Nazareno · Anahí Suárez · Nicole Caicedo · Jazmin Chala                      | 44.50    | Brasil (BRA) · Sabrina Costa · Leticia Lima · Vida Caetano · Vanessa dos Santos  | 44.57    | Colômbia (COL) · Shelsy Romero · Marleth Ospino · Shary Vallecilla · María Alejandra Murillo | 44.74                          |
| 4×400 metros estafetas      | Brasil (BRA) · Leticia de Oliveira · Erica Cavalheiro · Giovana dos Santos · Maria Victoria de Sena | 3:37.79  | Equador (ECU) · Jazmin Chala · Evelin Mercado · Aimara Nazareno · Nicole Caicedo | 3:47.12  | Chile (CHI) · Rocío Muñoz · Andrea Jara · Anais Hernández · Berdine Castillo                 | 3:47.64                        |
| 20 km marcha atlética       | Paula Torres (ECU)                                                                                  | 1:34.52  | Laura Chalarca (COL)                                                             | 1:39.17  | Mayra Quispe (BOL)                                                                           | 1:40.05                        |
| Salto em altura             | Arielly Rodrigues (BRA)                                                                             | 1.76 m   | Gabriela de Sá (BRA)                                                             | 1.76 m   | Antonia Merino (CHI)                                                                         | 1.74 m                         |
| Salto com vara              | Sophia Salvi (BRA)                                                                                  | 4.11 m   | Carolina Scarponi (ARG)                                                          | 3.95 m   | Luna Nazarit (COL)                                                                           | 3.90 m                         |
| Salto em comprimento        | Rocío Muñoz (CHI)                                                                                   | 6.32 m   | Lissandra Campos (BRA)                                                           | 6.31 m   | Vanessa dos Santos (BRA)                                                                     | 6.15 m                         |
| Salto triplo                | Valery Arce (COL)                                                                                   | 12.95 m  | Ana Paula Arguello (PAR)                                                         | 12.75 m  | Whaylla de Oliveira (BRA)                                                                    | 12.70 m                        |
| Arremesso de peso           | Rafaela de Sousa (BRA)                                                                              | 15.87 m  | Lorna Zurita (ECU)                                                               | 15.59 m  | Taniele da Silva (BRA)                                                                       | 13.92 m                        |
| Lançamento de disco         | Marya Botega Netto (BRA)                                                                            | 47.59 m  | Valentina Ulloa (CHI)                                                            | 47.20 m  | Yasmin Piske (BRA)                                                                           | 46.39 m                        |
| Lançamento do martelo       | Ximena Zorrilla (PER)                                                                               | 63.71 m  | Nereida Santacruz (ECU)                                                          | 61.45 m  | Tânia da Silva (BRA)                                                                         | 57.44 m                        |
| Lançamento do dardo         | Juleisy Angulo (ECU)                                                                                | 58.83 m  | Valentina Barrios (COL)                                                          | 57.31 m  | Yiset Jiménez (COL)                                                                          | 54.14 m                        |
| Heptatlo                    | Paloma Cardoso (BRA)                                                                                | 4185 pts | Stefany da Silva (BRA)                                                           | 2867 pts | Apenas duas atletas competiram                                                               | Apenas duas atletas competiram |

### Misto
| Evento                 | Ouro                                                                         | Ouro    | Prata                                                                               | Prata   | Bronze                                                                                       | Bronze  |
| ---------------------- | ---------------------------------------------------------------------------- | ------- | ----------------------------------------------------------------------------------- | ------- | -------------------------------------------------------------------------------------------- | ------- |
| 4×400 metros estafetas | Equador (ECU) · Steeven Salas · Evelin Mercado · Alan Minda · Nicole Caicedo | 3:23.28 | Argentina (ARG) · Agustín Pinti · Camila Roffo · Bruno de Genaro · Agustina Salazar | 3:31.97 | Venezuela (VEN) · Allan Gregorio Cortesia · Genesis Gutierrez · Jose Chourio · Ibeyis Romero | 3:41.57 |

## Quadro de medalhas
O quadro geral de medalhas foi publicado.
| Ordem | País      | Medalha de ouro | Medalha de prata | Medalha de bronze | Total |
| ----- | --------- | --------------- | ---------------- | ----------------- | ----- |
| 1     | Brasil    | 18              | 19               | 19                | 56    |
| 2     | Equador   | 8               | 3                | 3                 | 14    |
| 3     | Colômbia  | 5               | 7                | 4                 | 16    |
| 4     | Argentina | 5               | 6                | 4                 | 15    |
| 5     | Chile     | 3               | 5                | 5                 | 13    |
| 6     | Peru      | 3               | 1                | 4                 | 8     |
| 7     | Bolívia   | 2               | 0                | 1                 | 3     |
| 8     | Venezuela | 1               | 1                | 2                 | 4     |
| 9     | Paraguai  | 0               | 2                | 0                 | 2     |
| 10    | Uruguai   | 0               | 1                | 2                 | 3     |
| Total | Total     | 45              | 45               | 44                | 134   |

## Tabela de pontos
O Brasil ficou em primeiro lugar com 462 pontos.
| Posição | Nacionalidade | Total | Masculino | Feminino |
| ------- | ------------- | ----- | --------- | -------- |
| 1       | Brasil        | 462   | 223       | 239      |
| 2       | Argentina     | 162   | 125       | 37       |
| 3       | Equador       | 155   | 54        | 101      |
| 4       | Colômbia      | 139   | 67        | 72       |
| 5       | Chile         | 114   | 52        | 62       |
| 6       | Peru          | 67    | 38        | 29       |
| 7       | Venezuela     | 42    | 28        | 14       |
| 8       | Paraguai      | 41    | 17        | 24       |
| 9       | Bolívia       | 25    | 20        | 5        |
| 10      | Uruguai       | 22    | 15        | 7        |
| 11      | Panamá        | 2     | 2         | 0        |

## Participantes
Participaram 259 atletas as 11 nacionalidades.
| - Argentina (32) - Bolívia (10) - Brasil (76) - Chile (23) - Colômbia (22) - Equador (25) | - Panamá (1) - Paraguai (29) - Peru (21) - Uruguai (10) - Venezuela (10) |

Legenda
| Recorde mundial       | Recorde mundial (World record)               |                       | Recorde africano                      | Recorde africano (African) |                                           | Q | Classificado por posição (Qualified) |
| Recorde do campeonato | Recorde do campeonato (Championship record)  | Recorde da América    | Recorde da América (Americas)         | q                          | Classificado por melhor tempo (Qualified) |   |                                      |
| Melhor marca do ano   | Melhor marca do ano (World leading)          | Recorde asiático      | Recorde asiático (Asian)              | DNS                        | Não largou (Did not start)                |   |                                      |
| Recorde nacional      | Recorde nacional (National record)           | Recorde europeu       | Recorde europeu (European)            | DNF                        | Não terminou (Did not finish)             |   |                                      |
| Recorde pessoal       | Recorde pessoal do atleta (Personal best)    | Recorde da Oceania    | Recorde da Oceania (Oceania)          | DSQ / DQ                   | Desclassificado (Disqualified)            |   |                                      |
| Recorde da temporada  | Recorde da temporada do atleta (Season best) | Recorde sul-americano | Recorde sul-americano (South America) | NM                         | Sem marca (No mark)                       |   |                                      |